# Nirmal Verma
Pour les articles homonymes, voir Verma.
Nirmal Verma (en devanagari: निर्मल वर्मा), né le 3 avril 1929 et mort le 25 octobre 2005, est un écrivain indien.

## Biographie
Nirmal Verma est né le 3 avril 1929 à Shimla, où son père travaillait comme officier dans le département des services civils du gouvernement britannique indien. Il était le septième enfant d'une fratrie de huit. L’un de ses frères est l’un des plus grands artistes indiens, Ram Kumar. Il laisse derrière lui son épouse, Gagan Gill, qui est écrivaine,.
Il écrit sa première nouvelle pour un magazine étudiant au début des années 1950. Il obtient une maîtrise en histoire à St. Stephen's College de l'Université de Delhi. Par la suite, il commence à enseigner à Delhi et à écrire pour divers magazines littéraires.
« Pour un écrivain, aspirer à une sécurité spirituelle est aussi fatal que désirer un plaisir matériel. Pour un écrivain, tout refuge est un piège ; on y tombe une fois, et le ciel clair de la créativité est perdu à jamais.

- Dhund se Uthati Dhun . »
Son engagement militant se manifeste déjà durant ses années étudiantes ; en 1947–1948, il assiste régulièrement aux prières matinales du Mahatma Gandhi à Delhi, bien qu’il soit alors membre du Parti communiste indien, qu’il quitte en 1956 après l’invasion soviétique de la Hongrie.
Il séjourne à Prague pendant 10 ans, où il est invité par l'Institut oriental pour initier un programme de traduction d’écrivains tchèques modernes comme Karel Čapek, Milan Kundera ou Bohumil Hrabal en hindi. Il apprend également la langue tchèque, et traduit neuf classiques mondiaux avant de rentrer chez lui en 1968, à la suite de l’invasion de la Tchécoslovaquie par le Pacte de Varsovie.
Durant son séjour à Prague, il voyage largement à travers l'Europe. Il en résulte sept récits de voyage, dont Cheeron Par Chandni (1962), Har Barish Mein (1970) et Dhund Se Uthti Dhun, ainsi que son premier roman, basé sur ses années d’études à Prague, intitulé Ve Din (Ces jours-là) (1964). À son retour, il est désillusionné par le communisme et devient plus tard un farouche critique de l’état d'urgence en Inde (1975–1977) et un défenseur du mouvement pour l’indépendance du Tibet. Ses écrits ultérieurs reflètent une relecture concertée des traditions indiennes, qu’il considérait comme fondamentalement modernes, en contraste avec la modernité extérieure véhiculée par les perspectives occidentales qui, selon lui, s’imposaient à l’éthos indien. Ces prises de position ont d’ailleurs été parfois interprétées à tort comme pro-Hindutva. Une analyse critique de son œuvre a été proposée par Ram Prakash Dwivedi.
De 1980 à 1983, Verma est président de la chaire d’écriture créative Nirala à Bharat Bhavan, Bhopal. De 1988 à 1990, il est directeur de la chaire d’écriture créative Yashpal à Shimla. Un film basé sur son récit, Maya Darpan (1972), réalisé par Kumar Shahani, reçoit le prix de la critique du Filmfare pour le meilleur film.
Dans son célèbre roman A Torn Happiness, la figure de August Strindberg plane sur plusieurs personnages.
Il décède le 25 octobre 2005 à New Delhi.

## Distinctions et étapes marquantes
- Prix Jnanpith en 1999, la plus haute distinction littéraire pour les écrivains indiens.
- Kavve aur Kala Pani, un recueil de sept nouvelles, reçoit le Prix Sahitya Akademi en 1985[8].
- Padma Bhushan en 2002[9].
- Prix "Murtidevi" de la Jnanapith Trust pour son recueil d’essais Bharat Aur Europe: Pratishruti Ke Kshetra (1991).
- Membre du jury du Prix Lettre Ulysses pour l’art du Reportage en 2003[6].
- Il a été chercheur associé à l’International Institute for Asian Studies.
- La Bibliothèque du Congrès catalogue la plupart des œuvres de Nirmal Verma dans sa collection.
- Plus haute distinction littéraire indienne pour l’ensemble de son œuvre : la Sahitya Akademi Fellowship en 2005[10].
- Lors de la publication de son livre The World Elsewhere en 1988, par Readers International à Londres, la BBC Channel Four diffuse un film sur sa vie et son œuvre[6].
- Chevalier de l’Ordre des Arts et des Lettres (France) en 2005.

## Œuvres
romans
- Ve Din (1964),
- Antima Aranya (The Last Wilderness)
- Ek Chithara Sukh (1979)
- Lal Teen Ki Chhat (Red Tin Roof), (1974)
- Raat ka Reporter  (1989)

nouvelles
- Parinde (Birds) (1959)
- Jalti Jhari (1965)
- London kiraat
- Pichli Garmiyon Mein (1968)
- Andhere Mein
- Dedh Inch Upar
- Beech Bahas Mein (1973)
- Meri Priya Kahanian (1973)
- Pratinidhi Kahaniyan (1988)
- Kavve aur Kala Pani (1983)
- Sookha aur Anya Kahaniyan (1995)
- Dhage (2003)

reportages
- Cheeron Par Chandni (1962)
- Har Barish Mein (1970)
- Dhund Se Uthti Dhun

théâtre
- Teen Ekant (1976)

essais et critique littéraire
- Shabda aur Smriti (1976)
- Kala Ka Jokhima (1981)
- Dhundha Se Uthati Dhun
- Dhalan se Utarate Huye
- Bharat Aur Europe: Pratishruti Ke Kshetra (1991)

traductions en français
- Le Toit de tôle rouge, traduction du hindi (Lal Teen Ki Chhat) par Annie Montaut et François Auffret, Actes Sud, 2000, Actes Sud, 2003  (ISBN 2-7427-4581-5)
- Un bonheur en lambeaux, traduction de Ek Chithara Sukh par Annie Montaut, 2000, Actes Sud, 2000  (ISBN 2877305244)